# Taipalinenmaa
Taipalinenmaa är en ö i Finland. Den ligger i Bottenhavet och i kommunen Raumo i den ekonomiska regionen  Raumo ekonomiska region i landskapet Satakunta, i den sydvästra delen av landet. Ön ligger omkring 35 kilometer sydväst om Björneborg och omkring 220 kilometer nordväst om Helsingfors.
Öns area är 69,2 hektar och dess största längd är 1,5 kilometer i öst-västlig riktning. Ön höjer sig omkring 10 meter över havsytan. I omgivningarna runt Taipalinenmaa växer i huvudsak barrskog.